# لوچیانو پوگونزا
لوچیانو پوگونزا (انگلیسی: Luciano Pogonza؛ زادهٔ ۲۰ مارس ۱۹۹۹) بازیکن فوتبال است.